# A.W. Tozer

Aiden Wilson Tozer

Aiden Wilson Tozer (Pennsylvania, 21 april 1897 – Toronto, 12 mei 1963) was een Amerikaanse predikant, schrijver, tijdschriftredacteur en geestelijk mentor. Voor zijn verdiensten ontving hij eredoctoraten van Wheaton en Houghton colleges.

## Zijn bekering
Tozer kwam uit de kleine boerengemeenschap La Jose in het westen van Pennsylvania. Tozer, die in armoede werd geboren, was autodidact en leerde zichzelf wat hij gemist had op de middelbare school en de universiteit.
Als tiener bekeerde hij zich tot het christendom in Akron, Ohio: Op weg naar huis van zijn werk bij een bandenbedrijf hoorde hij een straatprediker zeggen: “Als je niet weet hoe je gered moet worden ... roep God dan aan en zeg: 'Heer, wees mij, zondaar genadig." Bij thuiskomst klom hij op zolder en volgde het advies van de prediker op. 

## Pastoraat
In 1919, vijf jaar na zijn bekering en zonder formele opleiding in christelijke theologie, accepteerde Tozer een aanbod om als voorganger van zijn eerste kerk te dienen. Dat was het begin van 44 jaar bediening door de Christian and Missionary Alliance (C&MA), een evangelisch-protestantse denominatie, waarvan 33 jaar als voorganger in verschillende gemeenten. Zijn eerste gemeente was een kleine storefront church (kerk gevestigd in een winkelpand) in Nutter Fort, West Virginia. Later diende hij dertig jaar (1928 tot 1959) als voorganger van Southside Alliance Church in Chicago; de laatste jaren van zijn leven werkte hij als voorganger van Avenue Road Church in Toronto, Ontario, Canada. Bij het observeren van het hedendaagse christelijke leven was Tozer van mening dat de kerk op een gevaarlijke koers zat in de richting van compromissen sluiten met “wereldse” belangen.

## Auteurschap
Tozer begon in 1931 te schrijven voor het confessionele tijdschrift van de Christian and Missionary Alliance, Alliance Weekly (nu Alliance Life) dat het platform werd van waaruit zijn schrijverscarrière ontstond. Later schreef hij de maandelijkse column “There's Truth in It” (1936-37) en “A Word in Season” (1944-46). In mei 1950 werd hij redacteur van de Alliance Weekly, een positie die hij vervulde tot zijn overlijden in 1963.
Op aandringen van David W. Fant, publicatiesecretaris van de C&MA, schreef Tozer biografieën van A. B. Simpson (1943) en Robert A. Jaffray (1947).[6] Het was de publicatie van Tozers derde boek, The Pursuit of God (1948), die hem een begrip maakte onder evangelische christenen. Naast de 12 boeken die hij tijdens zijn leven publiceerde, zijn er meer dan 40 andere boeken samengesteld uit zijn tijdschriftartikelen, redactionele artikelen en getranscribeerde preken.
Tijdens zijn leven werden de werken van Tozer uitgegeven door Christian Publications, Inc., de kerkelijke pers van de C&MA. De uitgeverij ging in 2006 failliet en werd gekocht door WingSpread Publishers uit Camp Hill, Pennsylvania. In november 2013 nam Moody Publishers Wingspread over van moedermaatschappij Zur Ltd. (VS).

## Persoonlijk leven
Tozer was getrouwd met Ada Cecelia Pfautz. Samen hadden ze zeven kinderen, zes zonen en een dochter. Het echtpaar had een eenvoudige en niet-materialistische levensstijl en bezat nooit een auto, omdat hij de voorkeur gaf aan reizen per bus of trein. Zelfs nadat hij een bekend christelijk auteur was geworden, gaf Tozer een groot deel van zijn royalty's weg aan mensen in nood.
Tozers werk leidde er echter toe dat hij zijn gezin verwaarloosde. Zijn biograaf, James L. Snyder, merkt op:
De omvang van Tozers bediening stond een gezond gezinsleven in de weg. Het houden van toespraken betekende dat hij meer weg was dan dat hij thuis was. Als hij thuis was, zat hij in zijn studeerkamer te lezen of te schrijven.

## Dood en nalatenschap
Tozer stierf op 13 mei 1963 in Toronto, Ontario, Canada, na een hartaanval. Hij werd begraven in Chicago en later liet de familie zijn overblijfselen herbegraven op de Ellet Cemetery in Akron, Ohio. Op een eenvoudige gedenksteen staat: A. W. Tozer - een man van God. De Alliance Weekly publiceerde een herdenkingsuitgave met talrijke eerbetuigingen en uittreksels. In hetzelfde nummer stond ook “God's Greatest Gift to Man”, een transcriptie van zijn laatste preek. Een paar maanden voor zijn dood had Tozer het manuscript ingediend voor The Christian Book of Mystical Verse, dat in 1964 werd uitgebracht als zijn laatste boek. Zijn officiële uitgever, Christian Publications, bracht na zijn dood veel publicaties uit, gebaseerd op zijn tijdschriftartikelen en preektranscripties. Deze worden nog steeds uitgegeven door Moody Publishers. Verschillende andere uitgevers hebben zijn werken uitgegeven die tot het publieke domein behoren.
In 2000 werd The Pursuit of God opgenomen in Christianity Today's lijst van 100 “Boeken van de Eeuw”. In 2006 werd Knowledge of the Holy genoemd in “The Top 50 Books That Have Shaped Evangelicals”. 

## Gepubliceerde werken
Boeken geschreven of samengesteld door A. W. Tozer tijdens zijn leven:
- Paths to Power (1940)
- Wingspread: A. B. Simpson: A Study in Spiritual Altitude (1943)
- Let My People Go: The Life of Robert A. Jaffray (1947)
- The Pursuit of God (1948)
- The Divine Conquest (1950)
- The Purpose of Man (1951) – First version
- How to be Filled with the Holy Spirit (1952)
- The Crucified Life (1953) – First version
- The Root of the Righteous (1955)
- Keys to the Deeper Life (1957)
- Born after Midnight (1959)
- Of God And Men (1960)
- The Knowledge of the Holy (1961)
- Christian Book of Mystical Verse (1963)

In het Nederlands zijn onder meer de volgende boeken verschenen:
- God zoekt de mens ISBN 978-9063183394
- Verlangen naar God ISBN 978-9063183301
- Leven met God ISBN 978-9063183424
- De kennis van God ISBN 978-9063183271